# Thuridilla picta
Thuridilla picta är en snäckart som först beskrevs av Addison Emery Verrill 1901.  Thuridilla picta ingår i släktet Thuridilla och familjen sammetssniglar. Inga underarter finns listade i Catalogue of Life.